# Взморье (станция)
Взморье — железнодорожная станция Сахалинского региона Дальневосточной железной дороги. Названа по одноимённому селу, названному, в свою очередь, по расположению вблизи Охотского моря.

## История
Станция открыта в 1926 году в составе пускового участка Долинск — Макаров.

## Описание
Станция состоит из шести путей , все неэлектрифицированные. У первого пути расположены низкая посадочная платформа с вокзалом и небольшим грузовым двором. Имеется маленькое депо.

## Деятельность
По параграфу станция способна осуществлять небольшие грузовые отправления со складов и на открытых площадках, а также продажу пассажирских билетов.
На станции останавливаются все пассажирские поезда дальнего следования, курсирующие по Сахалину, и пригородный поезд сообщением Южно-Сахалинск — Томари.